# センターメーター
センターメーターとは、自動車のダッシュボード（インパネ）において、速度計などの計器類が通常の運転席正面ではなく、運転席と助手席の中央部に配置されているものを指す和製英語である。

## 概要

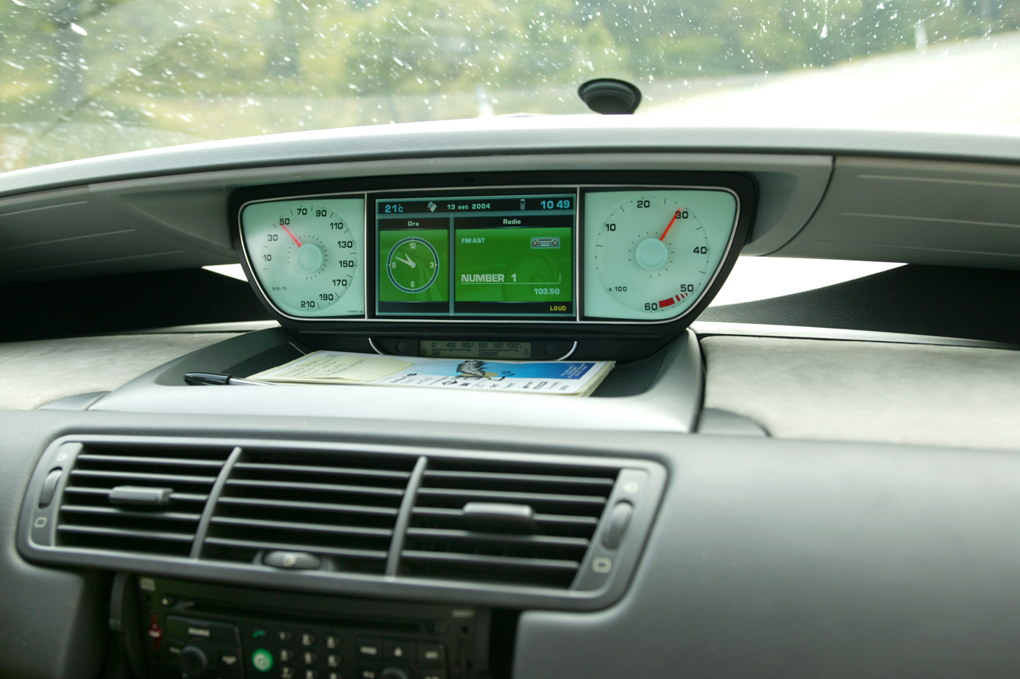
フィアット・ウリッセにおける「センターメーター」の例

イギリスの自動車メーカーが、自国向けの右ハンドルと、北米をはじめとする、左ハンドル市場向けとの造り分けを合理化するために採用したのが始まりとされている。
輸入車のノックダウン生産を除いた日本車では、1950年代の日産自動車のダットサン各車やパトロール、1970年代のホンダ・ライフステップバン、1989年登場の日産・エスカルゴなどに採用例があるものの、広く普及するには至らなかった。1997年に、トヨタ自動車がプリウスに採用し、それをきっかけに採用車種が広がった。
2000年代には国産車で採用車種が多数あったが、2010年代以降は減少傾向にある。かつて積極的にセンターメーター化を進めたトヨタ自動車やダイハツ工業ではモデルチェンジに伴い採用を減らしている。日産自動車や三菱自動車工業では全廃、マツダは採用がビアンテ1車種に終わりスズキからOEM供給を受けている軽自動車を除き廃止された。
計器類が運転席正面に設置されている従来の形式に比して、以下の長所と短所を持つ。

### 長所
- ドライバーの視点から遠いため、ピント（焦点）移動が少なく、車内外の確認切り替え時間（生体反応）の短縮につながる。この長所を増強するために、メーター内部に鏡を組み込んで虚像を表示し、車外景色との距離差をさらに縮めるよう工夫された車種もある。
- どの座席からでも視認が容易。
- 製造面では、ハンドル取り付け位置にかかわらずワイヤーハーネスの共通化に都合が良い。
- メーター類がハンドルの陰になって見えなくなることが無くなる。

### 短所
- 視点から遠いため、小さな文字や細かな目盛りの視認性に劣る。
- センターメーター搭載によりポータブルナビゲーションなど、助手席からも操作できるようにインパネ中央へ配置したい装置を設置しづらい。
- インパネの送風口にカップホルダーを装着した場合、メーターが見えづらくなる事がある。

## ギャラリー

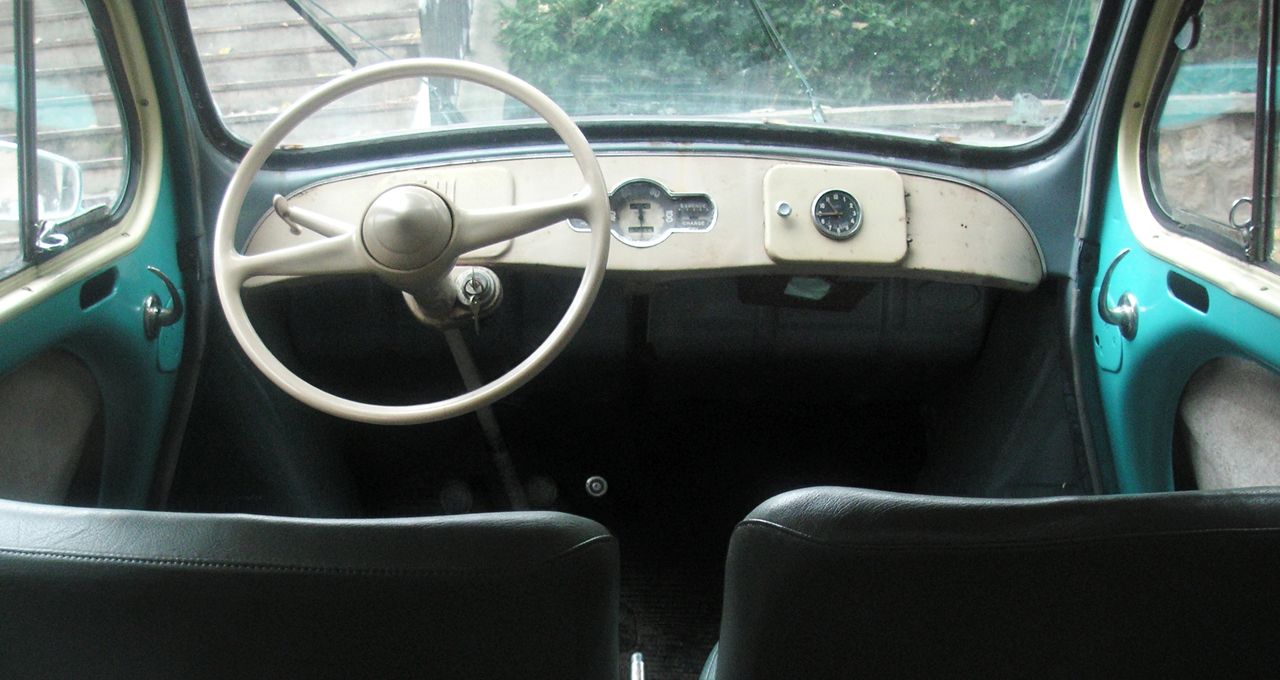
ルノー・4CV 助手席側グローブボックスの蓋に埋め込まれた計器は時計。 （1947 - 1961年）
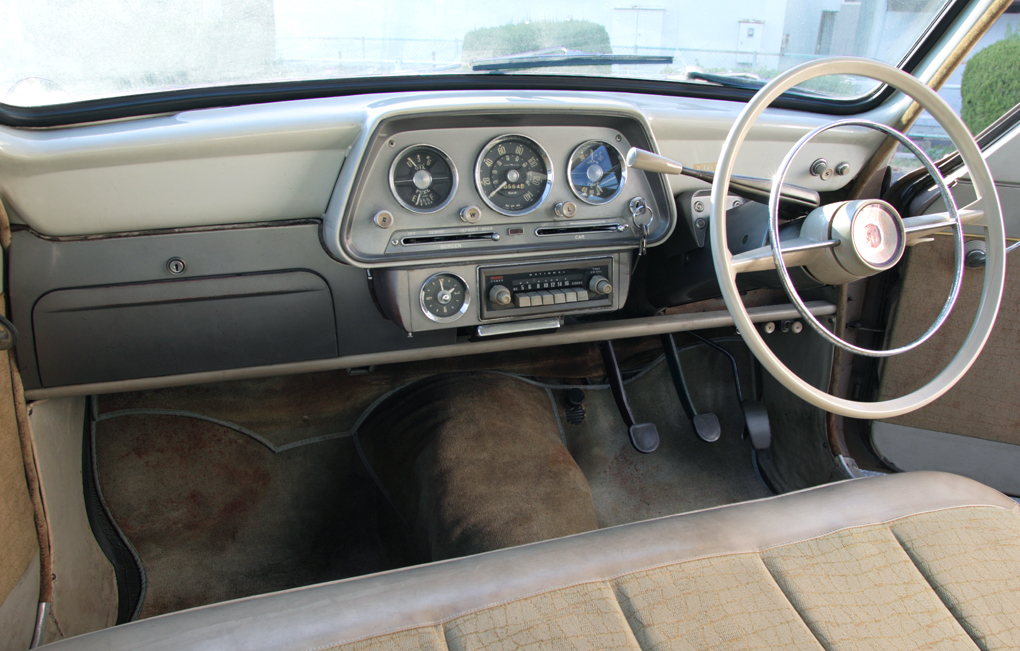
いすゞ・ヒルマンミンクス （1956 - 1964年）
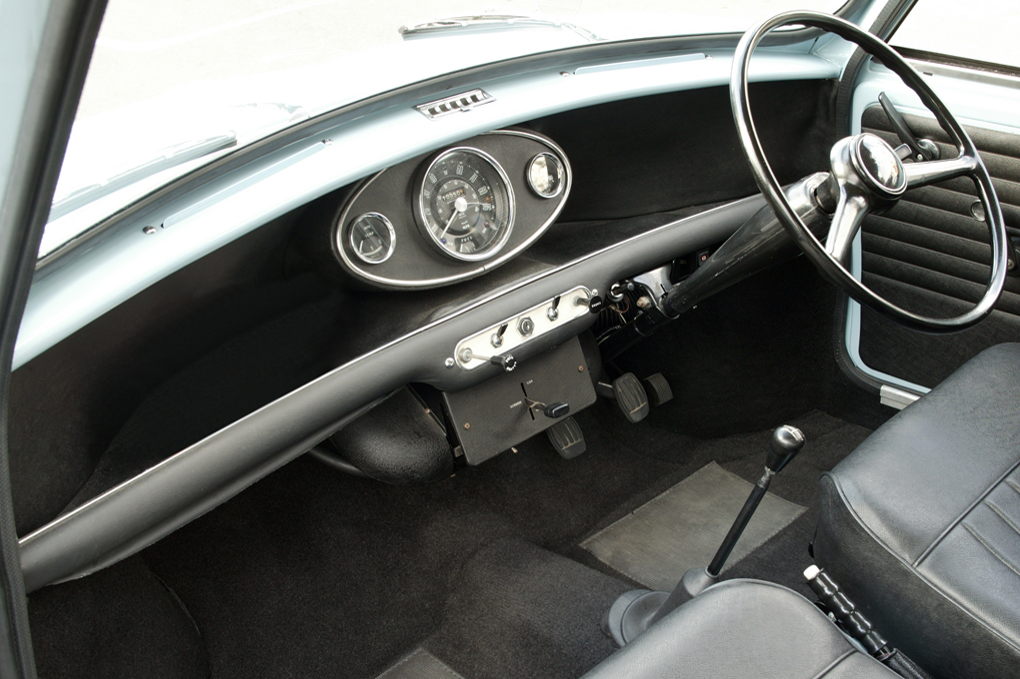
BMC・Mini （1959 - 1967年）
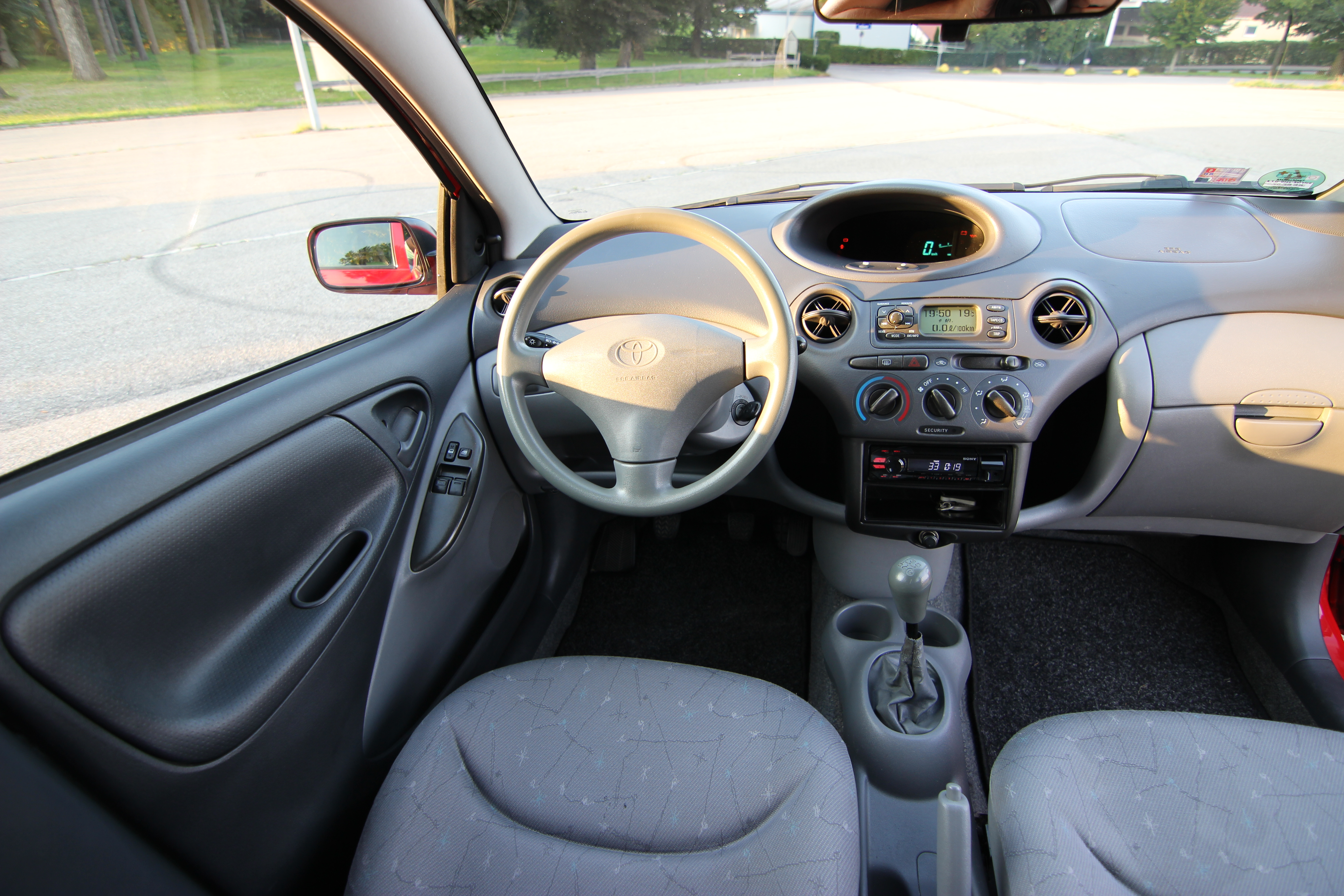
トヨタ・ヤリス （1999 - 2005年 ）
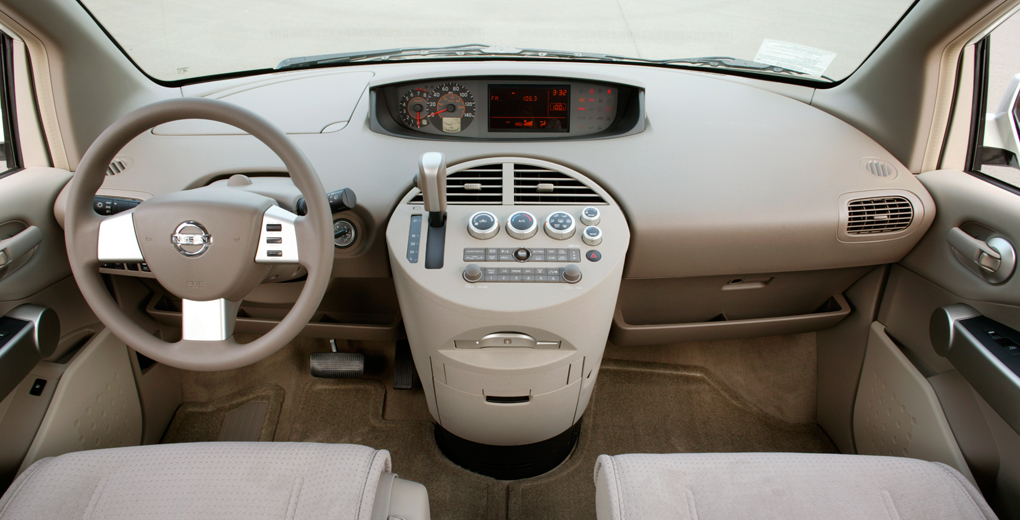
日産・クエスト05モデル （2004 - 2006年 ）